# Гудовичі (село)
Гудовичі (біл. вёска Гудавічы) — село в складі Червенського району Мінської області, Білорусь. Село підпорядковане Смиловичівській селищній раді, розташоване в центральній частині області.